# Parafia Wniebowzięcia Najświętszej Maryi Panny w Pajęcznie
Parafia Wniebowzięcia Najświętszej Maryi Panny w Pajęcznie – parafia rzymskokatolicka w Pajęcznie.

## Historia
Pierwotny kościół wybudowany w 1140 r., parafia od 1251 r. Obecny kościół parafialny konsekrowany 11 sierpnia 1754 r.
W kościele znajduje się słynący cudami obraz Pajęczańskiej Matki Kościoła pochodzący z XVI w. Na wizerunek ten w dniu 28 maja 2005 r. papieskie korony nałożył kard. Stanisław Nagy.

## Dotychczasowi proboszczowie
- ks. Wiesław Bąkowicz (od 2015)
- ks. Jan Zdulski (1996–2015)
- ks. Janusz Gajda (1992–1996)
- ks. Czesław Muszkiet (1962–1992)
- ks. Julian Kowalski (1954–1962)
- ks. Stanisław Nejman (1945–1954)
- ks. Aureliusz Chwiłowicz (1925–1941)